# Баритокальцит
Баритокальци́т — редкий коллекционный минерал, карбонат бария и кальция.
Открыт в 1824 году на руднике Blagill Mine в Камбрии (Камберленд) в Великобритании.
Состав (%): BaO — 51,5; CaO — 18,9; CO2 — 29,6.
Кристаллы коротко- и длиннопризматические. Хрупок.

## Месторождения
Находки отмечены в Англии (графство Камберленд) в ассоциации с баритом и флюоритом. С кварцем и псевдоморфозами барита обнаружен в Чехии, Германии.